# Amirah Vann
Pour les articles homonymes, voir Vann.
Amirah Vann (née dans le Queens) est une actrice américaine,,.
Elle se fait connaître par le rôle d'Ernestine, dans la série Underground (2016-2017), diffusée par WGN America et par celui de Tegan Price, dans la série Murder (2017-2020), du réseau ABC.

## Filmographie

### Cinéma

#### Longs métrages
- 2009 : Once More with Feeling de Jeff Lipsky : barman
- 2011 : First World Problem de Cameron Bossert : Rosario Sanchez (direct-to-video)
- 2013 : 80/20 de Wendy McClellen et Michael Izquierdo : Bonita
- 2014 : Ainsi va la vie de Rob Reiner : Rashida
- 2015 : Tracers de Daniel Benmayor : Angie
- 2015 : Don't Worry Baby de Julian Branciforte : Alison
- 2019 : Miss Virginia de R.J. Daniel Hanna : Shondae Smith
- 2022 sur Netflix : A Jazzman's Blues de Tyler Perry : Hattie Mae Boyd
- 2024 : Shirley de John Ridley : Diahann Carroll

#### Courts métrages
- 2006 : The Assassin of Saint Nicholas Avenue de Khary Jones : Saidah
- 2016 : The Hostess de William Stefan Smith : Latoya Corbyn

### Télévision

#### Séries télévisées
- 2007 : Family Values : Blanca (pilote)
- 2013 : Girls : La femme en colère (saison 2, épisode 6)
- 2014 : Believe : La femme de ménage (saison 1, épisode 3)
- 2014 : Mozart in the Jungle : L'infirmière (saison 1, épisode 3)
- 2016 - 2017 : Underground : Ernestine (20 épisodes)
- 2017 : New York, unité spéciale : Michelle Morrison (saison 19, épisode 2)
- 2017 : Major Crimes : Agent spécial Jazzma Fey (saison 6, 4 épisodes)
- 2017 - 2020 : Murder : Tegan Price (invitée saison 4, principale depuis la saison 5 - 40 épisodes)
- 2018 : Classé sans suite : Justine Simon (saison 1, 8 épisodes)
- 2018 : The Finest : Ella (pilote non retenu par ABC)
- 2019-2021 : Queen Sugar : Parker Campbell (3 épisodes)
- 2020 : Star Trek: Picard : Zani (saison 1, épisode 4)
- 2021 : Arcane : Sevika (7 episodes)

## Distinctions
Sauf indication contraire ou complémentaire, les informations mentionnées dans cette section proviennent de la base de données IMDb.

### Nominations
- 48e cérémonie des NAACP Image Awards 2017 : meilleure actrice dans un second rôle dans une série télévisée dramatique pour Underground